# Моніторинг довкілля
Моніто́ринг довкі́лля, екомоніто́ринг (англ. environmental monitoring, нім. Monitoring n der Umwelt (der Umgebung)) — комплексна науково-інформаційна система регламентованих періодичних безперервних, довгострокових спостережень, оцінки і прогнозу змін стану природного середовища з метою виявлення негативних змін і вироблення рекомендацій з їх усунення або ослаблення.
Предметом моніторингу довкілля є організація та функціонування системи моніторингу, оцінювання та прогнозування стану екологічних систем, їх елементів, біосфери, характеру впливу на них природних та антропогенних факторів.
Об'єктами моніторингу довкілля залежно від рівня та мети досліджень є довкілля, його елементи і джерела впливу на нього, зокрема, атмосферне повітря, підземні та поверхневі води, ґрунти, відходи, несприятливі природні процеси (зсуви, карст тощо).

## Основні задачі
Основними задачами моніторингу довкілля є: спостереження за станом біосфери, оцінка і прогноз її стану, визначення ступеня антропогенного впливу на довкілля, виявлення факторів і джерел впливу.
Система моніторингу довкілля будується на принципах:
1. об'єктивності і достовірності;
2. систематичності спостережень за станом довкілля;
3. багаторівневості;
4. узгодженості нормативного та методичного забезпечення;
5. узгодженості технічного та програмного забезпечення;
6. комплексності в оцінці екологічної інформації;
7. оперативності проходження інформації між окремими ланками системи;
8. відкритості інформації для населення.

Моніторинг довкілля виник на стику екології, біології, географії, геології та інших природничих наук.

## Види моніторингу
В залежності від критеріїв виділяють наступні види моніторингу: 
- біоекологічний (санітарно-гігієнічний) моніторинг полягає у спостереженні за станом і впливом довкілля на здоров'я людини з метою захисту її від негативних чинників;
- геоекологічний (геосистемний, природно-господарський) моніторинг — це спостереження за змінами природних екосистем і за перетворенням їх на природно-технічні системи, а також моделювання та прогнозування стихійних змін довкілля і явищ, які погіршують життєве середовище людей;
- літомоніторинг — моніторинг за станом геологічного середовища;
- біосферний (глобальний) моніторинг — це спостереження за природними процесами і явищами на рівні біосфери, а також через з'ясування глобальних змін фонових показників у природі;
- геофізичний моніторинг — це система спостереження за природними та штучними геофізичними полями та явищами, а також спостереження, аналіз та прогнозування забруднення довкілля шкідливими речовинами;
- кліматичний моніторинг — це спостереження за станом кліматичної системи (атмосфера — океан — літосфера — кріосфера — біота) та оцінка і прогнозування можливих змін клімату;
- біологічний моніторинг — це контроль стану довкілля за допомогою живих організмів;
- супутниковий моніторинг використовує дистанційні (незбурювальні) методи і дозволяє за космічними знімками стежити за змінами, що відбуваються на поверхні Землі та в атмосфері.

Крім того, залежно від призначення здійснюється загальний, кризовий та фоновий моніторинг:
- Загальний (стандартний) моніторинг довкілля — це оптимальні за кількістю параметрів спостереження в пунктах, об'єднаних в єдину інформаційно-технологічну мережу, які дають змогу на основі оцінки й прогнозування стану довкілля регулярно розробляти управлінські рішення на всіх рівнях.
- Оперативний (кризовий) моніторинг довкілля — це інтенсивні спостереження за природними об'єктами, джерелами техногенного впливу, розташованими в районах екологічної напруженості, у зонах аварій та природних явищ із шкідливими екологічними наслідками, з метою забезпечення своєчасного реагування на кризові та надзвичайні екологічні ситуації і прийняття рішень щодо їх ліквідації, створення нормальних умов для життєдіяльності населення та господарювання.
- Фоновий (науковий) моніторинг довкілля — це спеціальні високоточні спостереження за всіма складовими довкілля, а також за характером, складом, колообігом та міграцією забруднювальних речовин, за реакцією організмів на забруднення на рівні окремих популяцій, екосистем і біосфери в цілому.

Фоновий моніторинг здійснюється в природних та біосферних заповідниках, на інших територіях, що охороняються, на базових станціях.